# Isidoro Fernández Flórez
Isidoro Fernández Flórez, més conegut pel pseudònim periodístic i literari de Fernanflor (Madrid, 1840 - íd., 1902), va ser un escriptor, periodista, crític d'art i humorista espanyol.

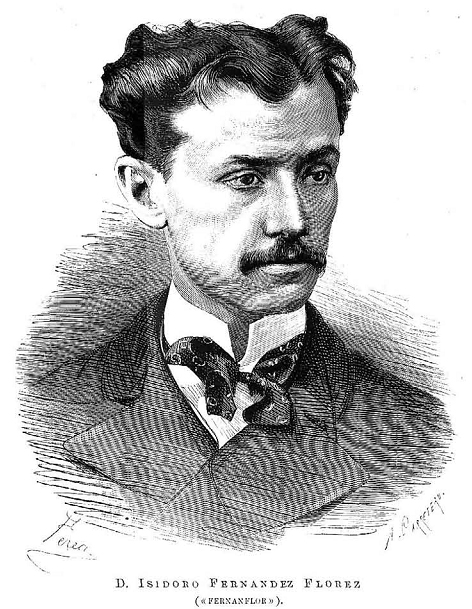
Fernanflor a La Ilustración Española y Americana, 1880.

Va estudiar a l'Institut San Isidro de Madrid i, aconsellat pel seu amic l'escriptor José Fernández Bremón, va decidir dedicar-se a la literatura en comptes de la carrera militar. Va usar el pseudònim cavalleresc de "Fernanflor".
Començà com a periodista a La Ilustración de Madrid més o menys cap a 1870 i va anar després redactor d' El Imparcial, fent-se cèlebres les cròniques que redactava sota l'àlies de "Un Lunático", i d'ell va partir la idea de publicar Los Lunes de El Imparcial. En 1879 va aconseguir que alguns dels seus companys en aquest periòdic s'embarquessin en la fundació d'un nou, el diari El Liberal i a les seves pàgines va publicar crítica d'art i literària i les "Entrepáginas", en una línia semblant a la de Los Lunes de El Imparcial; també fou redactor de La Razón Española i col·laborador de La Ilustración Española y Americana de Madrid i, amb cròniques setmanals durant vuit anys, de La Ilustración Ibérica de Barcelona, cosa que va abandonar quan li van donar un seient en el consell d'administració d' El Liberal. També va ser col·laborador de La España Moderna i del setmanari El Arte. Va escriure assaigs literaris i estudis sobre José Zorrilla i Manuel Tamayo y Baus. En 1898 va ingressar en la Reial Acadèmia de la Llengua. Pòstuma, el 1907, va aparèixer una recopilació d'articles: Periódicos y periodistas. Al marge de la seva labor literària i periodística, també va prendre partit a favor del republicanisme i va arribar a ser governador civil de Guipúscoa durant tres mesos en 1872.
Com a narrador va ser un àgil contista, aficionat als temes mundans, que va tractar de forma satírica i freqüentment humorística, encara que també conrea de vegades el relat de tema tràgic, ombrívol i fins i tot truculent. Són dos principalment les seves col·leccions d'aquest gènere: Cuentos rápidos (Barcelona, 1886) i Cuentos (1904). Altres obres seves són Cartas a mi Tío (Madrid, M. Romero, 1903)